# 피우메 자유국
피우메 자유국(이탈리아어: Stato Libero di Fiume 스타토 리베로 디 피우메[*]), 또는 리예카 자유국(크로아티아어: Slobodna Država Rijeka 슬로보드나 드르자바 리예카)은 현재의 크로아티아 리예카에 있었던 도시 국가로 1920년부터 1924년까지 존재했다.
제2차 세계 대전 뒤에 망명 정부는 자유국을 다시 세우려고 했으나 공산주의 정권이 들어선 유고슬라비아 정부와 협상이 어려웠다. 그래서 반파시즘 성향이 진했던 리예카 시에 자유국이 설치되었다. 1947년에 맺어진 파리 조약으로 리예카와 이스트리아는, 공식적으로 크로아티아와 유고슬라비아 연방의 일부가 되었다.
많은 리예카 시민들은 망명을 갔으며 세계적으로 리예카 단체를 설립하였다.
리예카의 문장은 두 머리 독수리였다. 공산주의와 파시즘 정권 하에서 사용이 불가능했던 이 문장은 1998년에야 다시 사용이 가능해졌다. 2004년에 리예카의 시민들은 가상의 공화국을 설립하였다.

## 같이 보기
- 트리에스테 자유 지구
- 단치히 자유시